# Дворец культуры ЗИЛа
Дворец культуры ЗИЛ  (Дворец культуры завода имени Лихачёва, Дворец культуры Автомобильного московского общества «Завод имени А. И. Лихачева» (ДК АМО ЗИЛ)) — важнейший памятник архитектуры конструктивизма в Москве, спроектированный братьями Весниными, объект культурного наследия регионального значения.

## История
Дворец культуры ЗИЛа был построен на месте уничтоженного собора, стен, башен и некрополя Симонова монастыря, в 1930-х годах.

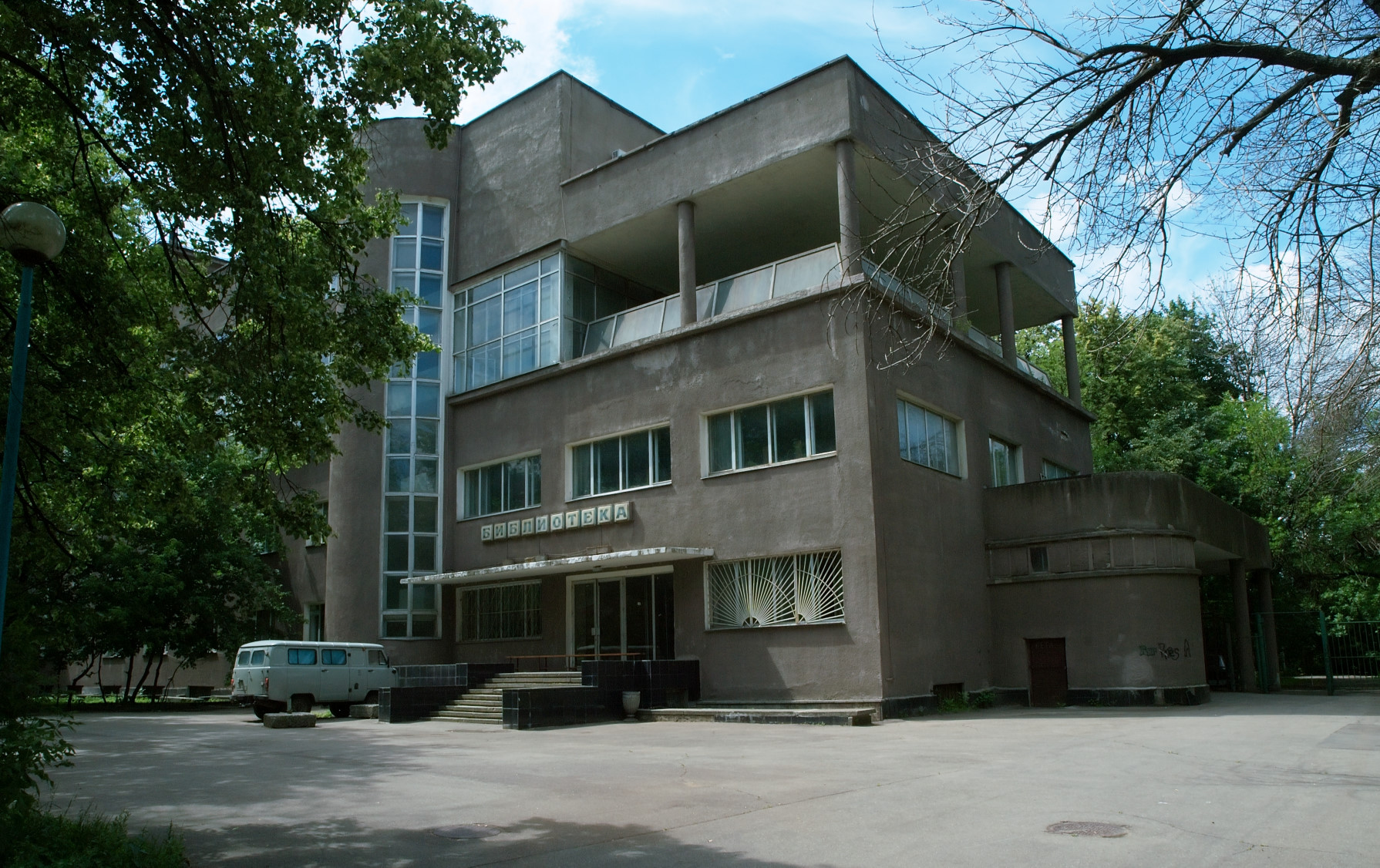
Библиотечное крыло

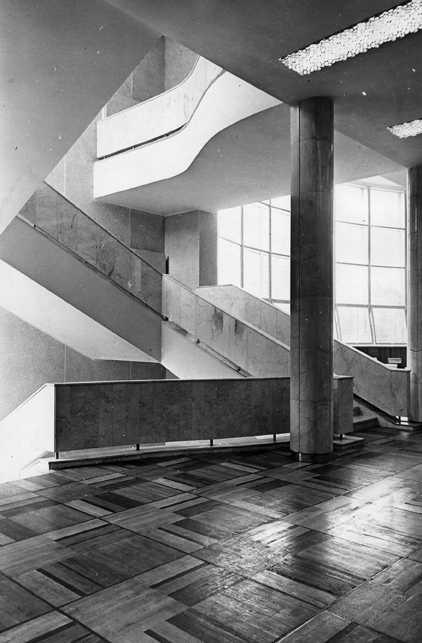
Дворец культуры ЗИЛа. Фрагмент фойе после второй реконструкции

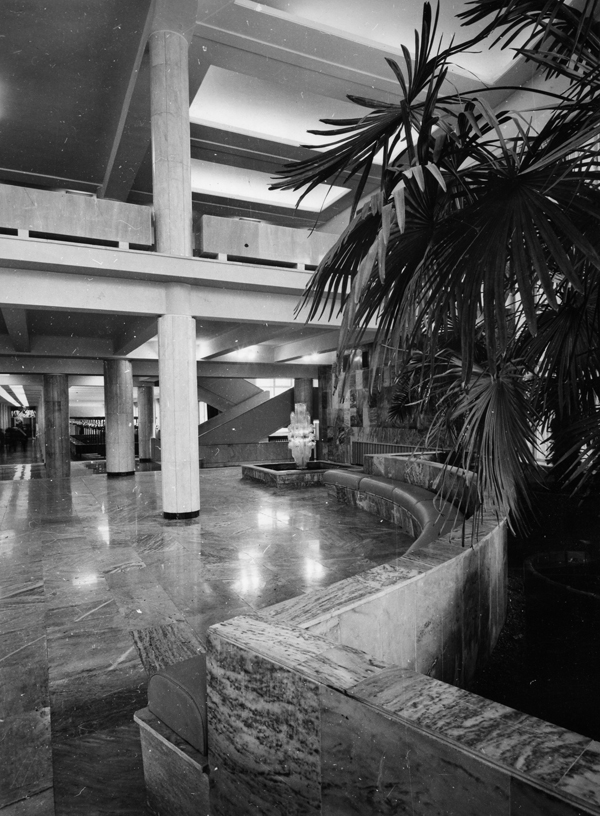
Дворец культуры ЗИЛа. Зимний сад после второй реконструкции

Здание создавалось как многофункциональный комплекс общей площадью 23 тыс.м2, включающий большой зрительный зал, малую сцену, лекторий, кинозал, обширные холлы, многочисленные студийные комнаты, библиотеку, зимний сад и обсерваторию на крыше.

## Строительство
Построен как Дворец культуры Пролетарского района по проекту архитекторов-конструктивистов братьев Леонида и Александра Весниных в 1930—1937 годах.
Дворец начали строить в 1931 году. В 1933 году был завершен малый театр, а в 1937 году — примыкающий к нему клубный корпус. Осуществлена лишь часть проекта: Т-образная клубная часть с малым зрительным залом на 1200 мест. Не было реализовано отдельно стоящее здание большого зрительного зала. Отвечая принципам конструктивизма, сооружение отличается строго логичной объёмно-пространственной композицией: найдено удачное соотношение и обеспечена удобная взаимосвязь зрелищных и клубных помещений. Зрительный зал, выходящий на улицу боковым фасадом, соединён с анфиладой помещений для занятий в кружках. Анфилада упирается в зимний сад, в конце от неё, вдоль зимнего сада, отходят ещё две крыла; в конце правого разместился буфет (ныне на его месте библиотека), в конце левого — репетиционный зал. Непосредственно над зимним садом был размещён конференц-зал, а ещё выше — обсерватория, купол которой возвышается над плоской кровлей здания. При создании проекта авторы опирались на известные пять принципов Ле Корбюзье: использование опор-столбов вместо массивов стен, свободная планировка, свободное оформление фасада, удлинённые окна, плоская крыша. Объёмы клуба подчёркнуто геометричны и представляют собой вытянутые параллелепипеды, в которые врезаны ризалиты лестничных клеток, цилиндры балконов.
Стилистика конструктивизма сказалась не только в функциональной целесообразности плана, но и в композиции фасадов: с внешней стороны зал охвачен полукольцом двухъярусного фойе, криволинейные очертания которого доминируют во внешнем облике здания.

## Реконструкции здания
Во время Отечественной войны в здании при бомбежке были разрушены перекрытия театральной части. Послевоенная реконструкция была выполнена в духе псевдоренессанса и нарушила стиль интерьеров чуждыми декоративными элементами. Кроме того некоторые проектные решения тридцатых годов—отсутствие кассового вестибюля, кондиционирования, операторских помещений, связи фойе с помещениями за сценой, недостаточная по современным нормам освещённость, деревянные перекрытия и пр. -- вынудили провести серьёзную работу по исправлению положения. Неудачны оказались и плоские кровли: из-за низкого качества использованного материала здание оказалось подвержено протечкам.
Перед авторами второй реконструкции (П. Зиновьев, Р. Алдонина, О. Лебедева) не ставили задачу реставрации сооружения, но оно должно было полноправно войти в ряд новых современных Дворцов культуры. Авторы справились с этой задачей, максимально стараясь восстановить и сохранить дух веснинской постройки, используя, например, применение скрытого света, отсутствие декоративных деталей и пр. На их архитектурные решения повлияла и утрата строителями имевшейся когда-то квалификации. Они отказались, например, выполнить бывшие ранее наливные мозаичные полы и подоконники, и главное — веснинский штукатурный потолок из концентрических кругов в зрительном зале. Поэтому авторам реконструкции пришлось в значительных масштабах применять природный камень и алюминий. Проектирование и реконструкция ДК ЗиЛ длилась 10 лет, с 1966 по 1976 годы.

## Творческие коллективы
Выдающимся самодеятельным коллективом дворца стал оркестр русских народных инструментов, организованный в 1936 году Е. В. Гуляевым (руководил до 1956). В 1964 году коллектив получает звание народного. С 1975 года руководитель В. С. Панкратов, с 1977 — В. М. Подуровский. В настоящее время существует под названием Ансамбль русских народных инструментов «Ярмарка».
С 1937 года работает детская театральная студия — Драматический театр им. С. Л. Штейна.
В 1982 году солист Большого театра Геннадия Ледях создал здесь «Детский балетный театр», дававший спектакли на сцене дворца. В 1992 году самодеятельный танцевальный коллектив был реорганизован в профессиональное хореографическое училище «Школа классического танца». Среди воспитанников и выпускников школы — Алексей Агудин (солист Американского театра балета), Эдвин Ревазов (солист Гамбургского балета), Евгений Герасименко (солист Тбилисского театра оперы и балета), Александр Смольянинов (солист Большого театра), Николай Чевычелов (солист Театра классического балета Н. Касаткиной и В. Василёва), кинорежиссёр Борис Акопов.

## Современная история
В 2008 году Дворец культуры ЗИЛ был передан городу и стал флагманским проектом Департамента культуры города Москвы по модернизации клубных учреждений. Вскоре после передачи были реконструированы фойе главного зала и буфет. С осени 2012 года деятельность Центра сосредоточена на пяти основных направлениях: творческое развитие, исполнительские искусства, лекторий, общественный центр (библиотека) и танцевальные программы.

## Проезд
Культурный центр находится в 10 минутах ходьбы от станции метро Автозаводская, на улице Восточная, рядом с Симоновым монастырем.